# Ifosfamid
Ifosfamid je alkilirajoči citostatik, torej zdravilo proti novotvorbam. Gre za derivat dušikovega iperita. Nahaja se v obliki belega praška, ki se za terapijo uporablja v obliki brezbarvne raztopine. Daje se intravensko.
Uporablja se za zdravljenje različnih vrst raka, med drugim za naslednje oblike:
- rak mod
- rak dojke
- limfom (Ne-Hodgkinov)
- sarkom mehkega tkiva
- osteogeni sarkom
- pljučni rak
- rak materničnega vratu
- rak jajčnikov
- kostni rak.

Ifosfamid se v terapiji pogosto kombinira z mesno; slednja preprečuje notranje krvavitve (zlasti hemoragični cistitis), saj veže presnovke ifosfamida (med drugim akrolein), ki povzročajo krvavitve.

## Stranski učinki
Pri zdravljenju z ifosfamidom pride pogosto do znižanja števila belih krvničk zaradi zaviranja delovanja kostnega mozga, slabosti in izpada las. Povišano je tudi tveganje za nastanek drugih oblik raka, zlasti levkemij in raka sečnega mehurja.
Pride lahko tudi do pojava hemoragičnega cistitisa (vnetje sečnika s krvavitvami), kar preprečujemo z dajanjem prej omenjene mesne.
Cepljenje z mrtvimi cepivi med terapijo ni učinkovito zaradi imunosupresivnega delovanja ifosfamida.